# Mnium lycopodioides
Mnium lycopodioides là một loài Rêu trong họ Mniaceae. Loài này được Schwägr. mô tả khoa học đầu tiên năm 1826.